# Tino Tabak
Tino Tabak (Egmond aan Zee, 6 de maio de 1946) foi um ciclista holandês, que foi profissional entre 1971 e 1978. O seu principal sucesso foi a vitória no Campeão dos Países Baixos em estrada. Em 1970 conseguiu a medalha de bronze nos Campeonato do mundo em estrada na modalidade de contrarrelógio por equipas.

## Palmarés
1965
- Tour de Southland

1966
- Tour de Southland

1967
- Tour de Southland

1970
- Volta a Holanda Setentrional

1972
- Campeão dos Países Baixos em estrada
- Circuito das Ardenas Flamencas - Ichtegem
- 1 etapa na Semana Catalã
- Acht van Chaam

1974
- Omloop van het Waasland
- Ronde van Midden-Zeeland

1975
- Acht van Chaam

## Resultados em Grandes Voltas e Campeonato do Mundo
| Carreira        | 1971 | 1972 | 1973 | 1974 | 1975 | 1976 |
| --------------- | ---- | ---- | ---- | ---- | ---- | ---- |
| Giro d'Italia   | -    | -    | -    | -    | -    | -    |
| Tour de France  | Ab.  | 18º  | Ab.  | -    | -    | DNF  |
| Volta a Espanha | 37º  | -    | -    | -    | -    | -    |